# Beilschmiedia tungfangensis
Beilschmiedia tungfangensis är en lagerväxtart som beskrevs av S.K. Lee & L.F. Lau. Beilschmiedia tungfangensis ingår i släktet Beilschmiedia och familjen lagerväxter. Inga underarter finns listade i Catalogue of Life.